# Humlans flykt (musikstycke)
Humlans flykt är ett musikstycke komponerat av Nikolaj Rimskij-Korsakov, som ett interludium i operan Sagan om tsar Saltan. 